# Orthorexie
 (avril 2024).

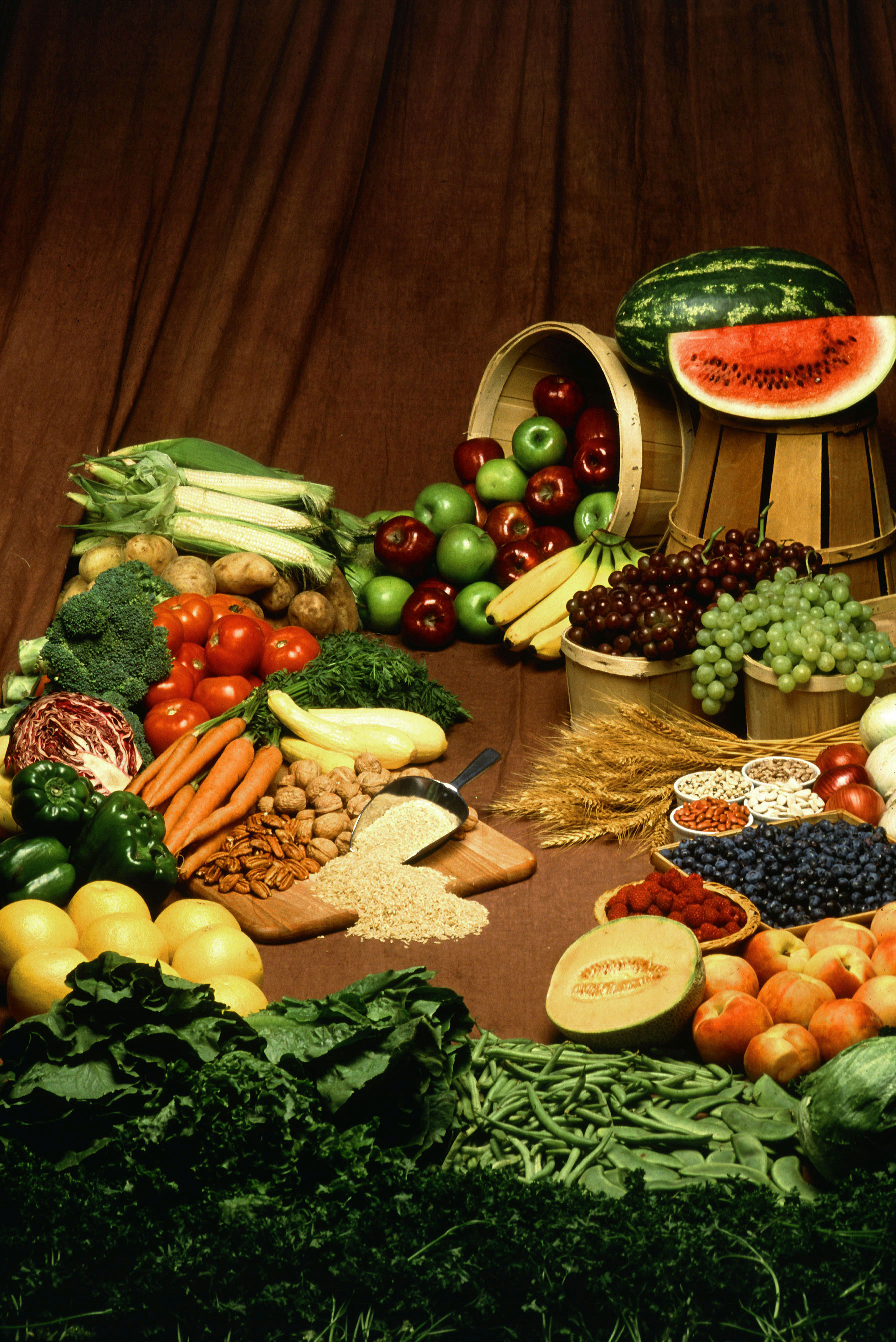
Une alimentation saine se caractériserait par la consommation de produits frais, naturels, et le refus d'aliments raffinés, industriels ou transformés.

L’orthorexie (du grec orthos, « correct », et orexis, « appétit ») est proposée comme un nouveau trouble alimentaire caractérisé par une volonté obsessionnelle d’ingérer une nourriture saine et le rejet systématique des aliments perçus comme malsains (malbouffe).
Ce terme a été créé en 1997 par le médecin nutritionniste américain Steven Bratman, qui propose de considérer cette pratique comme un trouble des conduites alimentaires (anorexie mentale, boulimie nerveuse). Il affirme que, dans de rares cas, ce comportement peut se transformer en une fixation si extrême qu'elle peut conduire à une malnutrition ou un isolement social. L’orthorexie « ne fait pas l’objet d’une reconnaissance officielle qui la classerait parmi les troubles du comportement alimentaire comme l’anorexie ou la boulimie ». Elle n'est pas mentionnée dans le manuel de référence en psychiatrie, le Manuel diagnostique et statistique des troubles mentaux (DSM), ni dans la Classification Internationale des Maladies (CIM). Pourtant, ce terme a été largement repris par les grandes firmes de l’industrie agroalimentaire comme Danone et Nestlé.
En 2009, Ursula Philpot, présidente de l'Association diététique britannique et maître de conférences à la Leeds Beckett University (en), décrit les personnes sujettes à l'orthorexie comme étant « uniquement soucieuses de la qualité des aliments qu'elles ingèrent, de raffiner et de restreindre leur alimentation en fonction de leur avis sur les aliments qui sont vraiment « purs » », contrairement à l'anorexie mentale ou la boulimie par exemple, qui se concentre sur la quantité des aliments consommés ou leur valeur énergétique. Tout écart entraîne un sentiment de culpabilité voire une autopunition.
L'orthorexie nerveuse n'est pas reconnue comme un trouble alimentaire par l'Association Psychiatrique Américaine et n'est donc pas mentionnée comme un diagnostic officiel dans le manuel largement utilisé, le "Manuel diagnostique et statistique des troubles mentaux" (DSM).

## Définition
Selon Bratman, l’orthorexie concerne l’attitude vis-à-vis du choix de la nourriture ingérée. La personne orthorexique pousse à l'extrême l'idée d'une saine alimentation en planifiant longuement cette dernière pour réduire sa consommation de matières grasses, sel, sucre, produits de synthèses ou toute autre substance qu'elle considère nuisible à sa santé (voir par exemple le cas du régime sans gluten). En plus de planifier leur alimentation afin de réduire la consommation de matières grasses, salées et sucrées, l’individu orthorexique suit parfois un programme rigide d’exercice, avec le but de perdre du poids et/ou d’atteindre cette image « saine » qu’il cherche. Ce qu’une personne atteinte d’orthorexie ne considère souvent pas est le fait que leur obsession en lien à une alimentation saine et à l’exercice excessif atteint un niveau si extrême que leurs pratiques sanitaires finissent par leur causer du mal. Selon l'EUFIC, une organisation cofinancée par l'industrie agroalimentaire, la personne orthorexique suit des règles alimentaires de plus en plus contraignantes qui peuvent éventuellement, notamment, conduire à un isolement social par l'incapacité d'effectuer une activité de sustentation dans un cadre non-contrôlé. La tolérance zéro du point de vue alimentaire peut, dans les cas extrêmes, affecter chacun des actes et susciter une perte de l’appétit de vivre.
D’après Patrick Denoux, maître de conférences en psychologie interculturelle à l’université de Toulouse-Le Mirail, il y a une spirale du risque imaginé. La réduction de ce risque par le contrôle accroît la peur du risque.

En France, le professeur Christophe Cellier, gastro-entérologue à l’hôpital européen Georges-Pompidou, commente : 

« A priori, il n’y a pas de danger à suivre [un régime sans gluten]. Une étude épidémiologique publiée récemment dans le British Medical Journal par des chercheurs de l’université Columbia montre peut-être un léger risque supplémentaire de maladie cardiovasculaire. Mais le problème se trouve dans l’excès, ce qu’on appelle l’orthorexie : certaines personnes finissent par adopter des régimes très restrictifs, sans gluten, puis sans lait, etc., qui peuvent se révéler dangereux. »

En 2010, Camille Adamiec réalise un mémoire de Master II qui aborde l'orthorexie et qui sera repris, notamment, par Danone. Quant à elle, la thèse d'Adamiec est primée par la Fondation Nestlé France dans le cadre de son appel 2013-2015 « Comprendre ». Adamiec considère le concept d'orthorexie trop rigide dans la définition qu'en donne Bratman. Elle constate que les questions d'alimentation et de santé sont centrales dans la vie des individus et permettent de construire leur identité et leur rapport au monde,. Après des entretiens de terrain, Adamiec nuance ses premiers constats énoncés dans son mémoire basés sur des informations et des données trouvées sur des forums et des blogs. Elle conclut que les orthorexiques « ne se sentent ni exclus, ni en souffrance », mais que « cette éthique de vie les aide à gérer leurs inquiétudes, à les rendre plus heureux et à aller mieux ». Elle voit l'orthorexie plutôt comme un choix de mode de vie. De plus, elle considère que le terme d’orthorexie est déjà galvaudé et propose de trouver une nouvelle terminologie pour qualifier ces pratiques.
L'orthorexie ne figure pas dans le manuel de référence en psychiatrie, le Manuel diagnostique et statistique des troubles mentaux (DSM). Aujourd'hui, intégrer l'orthorexie au DSM est en réflexion, l'orthorexie étant à présent tant reconnue comme une réalité clinique par les professionnels de terrain que comme un objet d'étude par la communauté scientifique. On retrouve ainsi, par exemple, des centaines d'études référencés du sujet sur le site de référence Pubmed.

## Test de Bratman sur l'orthorexie
Selon Bratman, un test sous forme de questionnaire, permet de mettre en lumière une tendance orthorexique : « En répondant « oui » à 4 ou 5 des questions ci-dessous, vous révélez qu’en ce qui concerne votre alimentation, mieux vaudrait avoir une attitude plus détendue. En répondant « oui » à toutes les questions, vous montrez que vous êtes complètement obsédé par le fait de manger sain. ». Bratman lui-même n'avait pas pour objectif de créer une nouvelle pathologie à part entière, mais voulait alerter sur l'émergence de ce comportement.
- Passez-vous plus de trois heures par jour à penser à votre régime alimentaire ?
- Planifiez-vous vos repas plusieurs jours à l'avance ?
- La valeur nutritionnelle de votre repas est-elle à vos yeux plus importante que le plaisir de le déguster ?
- La qualité de votre vie s'est-elle dégradée, alors que la qualité de votre nourriture s'est améliorée ?
- Êtes vous récemment devenu(e) plus exigeant(e) avec vous-même ?
- Votre amour-propre est-il renforcé par votre volonté de manger sain ?
- Avez-vous renoncé à des aliments que vous aimiez au profit d'aliments « sains » ?
- Votre régime alimentaire gêne-t-il vos sorties, vous éloignant de votre famille et de vos amis ?
- Éprouvez-vous un sentiment de culpabilité dès que vous vous écartez de votre régime ?
- Vous sentez-vous en paix avec vous-même et pensez-vous bien vous contrôler lorsque vous mangez sain ?

Depuis les études ont démontré que ce test ne permet pas de diagnostiquer l'orthorexie. D'autres test et échelles sont aujourd'hui utilisées ; leur fiabilité est également relative.
Depuis les premiers écrits de Bratman, les cas relevés par les professionnels et par la communauté scientifique,,,, ont orienté la recherche vers deux grandes directions : considérer l'orthorexie comme une nouvelle pathologie ou comme une forme atypique d'un autre trouble.

## L'orthorexie comme une nouvelle pathologie
À l'issue des travaux de Bratman, une partie de la communauté scientifique a considéré que l'orthorexie était une nouvelle pathologie à part entière. Les travaux se sont alors orienté vers la création d'outils diagnostiques pour discriminer l'orthorexie. L'objectif était également de pouvoir réaliser des calculs de prévalence pour mieux connaître celle-ci.

### L'ORTO-15: Le premier test pour mesurer et aborder l'orthorexie
L'ORTO-15 est un test créé sur les bases du test de Bratman par l'équipe italienne de Donnini. Le test comporte 15 questions sur les habitudes alimentaires inspirées avec 4 réponses possibles (selon une échelle de Likert). Un score global inférieur à 40 permet de poser le diagnostic d’orthorexie. Ce test sera traduit dans de nombreuses langues, dont le français. De nombreuses études vont alors utiliser l'ORTO-15 pour examiner la prévalence de l'orthorexie en fonction de l'âge, du sexe ou encore de l'image corporelle.
Malheureusement, malgré une étude initiale validant les qualités psychométriques de l'ORTO-15, il apparaîtra que celui-ci ne permet pas réellement de discriminer l'orthorexie d'autres types de pathologies. Ainsi de nombreuses études réalisées avec cet outil ont amené des résultats contradictoires.

### De nouveaux outils encore peu utilisés
De nouveaux outils de mesure ont alors vu le jour pour tenter de pallier les faiblesses de l'ORTO-15, parmi ceux-ci on retrouve : le Eating Habits Questionnaire (EHQ), la Düsseldorfer Orthorexie Skala (DOS), l'Orthorexia Nervosa Inventory (ONI), le Test of Orthorexia Nervosa (TON-17), et la Teruel Orthorexia Scale (TOS).
En France, l'échelle française d'orthorexie (EFO-12) a récemment vu le jour, celle-ci semblerait posséder de bonnes qualités psychométriques, des études supplémentaires sont nécessaires pour répliquer et confirmer ces résultats. L'EHQ et la DOS, les deux questionnaires les plus utilisés après l'ORTO-15, ont également été traduits et validés en population française.

### Le diagnostic actuel de l'orthorexie: des critères qualitatifs
La volonté de baser l'étude de l'orthorexie grâce à des outils diagnostiques est pour l'instant insuffisante. Les connaissances cliniques de celle-ci sont encore trop faibles pour pouvoir construire des outils suffisamment précis et pertinents.
En 2016, Bratman propose des critères qualitatifs pour aborder l'orthorexie, sur le modèle utilisée par le DSM. Il représente aujourd'hui le diagnostic le plus reconnu concernant l'orthorexie.

### Critères qualitatifs de diagnostic de l’orthorexie
Critère A :
Obsession concernant l’alimentation saine, définie par des théories ou des croyances nutritionnelles dont les détails peuvent varier. Cette obsession est marquée par des troubles émotionnels démesurés lors de choix alimentaires percus comme « malsains ». La perte de poids peut être le résultat des choix alimentaires, mais n’est pas l’objectif principal. Ce critère est repérable par les éléments suivants :
- comportement compulsif et/ou préoccupation mentale à propos de pratiques alimentaires restrictives ou encourageant certains choix alimentaires qui sont perçus par le sujet comme permettant de développer un état de santé optimal ;
- la violation des règles alimentaires que le sujet s’est imposées cause une angoisse exagérée de maladie, une sensation d’impureté et/ou une sensation physique négative, accompagnée d’angoisse et de honte ;
- les restrictions alimentaires s’intensifient au cours du temps et peuvent amener à l’exclusion d’un groupe alimentaire entier et impliquer de fréquentes et graves pratiques « de nettoyage » visant à purifier ou détoxifier l’organisme. Cette intensification mène généralement à une perte de poids, mais le désir de perdre du poids est absent/caché ou subordonné à l’idéal d’une alimentation « saine » ;
Critère B :
Le comportement compulsif et les préoccupations mentales deviennent cliniquement préjudiciables dans les domaines suivants :
- malnutrition, importante perte de poids ou toutes autres complications médicales dues aux restrictions alimentaires ;
- troubles émotionnels ou atteintes dans les relations sociales, professionnelles ou dans les autres domaines de vie, générés par les croyances ou les comportements liés à l’alimentation « saine » ;
- image corporelle, estime de soi, sentiment d’identité et/ou de satisfaction personnelle influencé excessivement par le respect du comportement alimentaire « sain » défini par le sujet.

### Conséquences de l'Orthorexie sur la Santé
En plus des critères diagnostiques et des aspects généraux de l'orthorexie, il est crucial de reconnaître les conséquences potentielles de ce trouble sur la santé mentale et physique des individus affectés. L'orthorexie, caractérisée par une obsession de consommer exclusivement des aliments considérés comme sains, peut conduire à des carences nutritionnelles importantes dues à des régimes alimentaires extrêmement restrictifs. Ces carences peuvent entraîner une dégradation de la condition physique, des troubles musculo-squelettiques, ainsi qu'une détérioration de la fonction cognitive. Sur le plan psychologique, l'orthorexie est souvent associée à un état d'anxiété permanente concernant l'alimentation, pouvant mener à des états dépressifs et à des idées suicidaires. Ce trouble du comportement alimentaire peut aussi causer un isolement social significatif, exacerbé par la difficulté à participer à des repas en dehors du cadre contrôlé de l'alimentation "saine" de l'individu. Il est donc essentiel d'adopter une approche globale dans le traitement de l'orthorexie, intégrant à la fois les aspects nutritionnels et psychothérapeutiques, pour adresser les multiples dimensions de ce trouble.

## L'orthorexie comme une forme atypique d'un trouble déjà connu
Les errances diagnostiques et le fait que l'orthorexie soit proche d'autres troubles, notamment l'anorexie et les troubles obsessionnels, a amené une certaine partie de la communauté scientifique à considérer l'orthorexie comme étant une forme atypique de ces troubles. Par ailleurs, il s'agit également pour une certaine partie de la communauté scientifique de lutter contre une forme de pathologisation de la société, où chaque comportement du quotidien serait envisagé sous un angle médical et potentiellement pathologique.

### Une forme atypique d'anorexie
Les points communs entre l'orthorexie et l'anorexie sont nombreux :  le caractère restrictif de l’anorexie se retrouve fréquemment dans les cas d’orthorexie rapportés. On retrouve  une importante perte de poids avec des carences mettant en jeu leur santé. Il s'agit également du  sentiment de culpabilité lors de la transgression des règles qu’ils se sont imposées. Les traits de personnalités tels que le perfectionnisme, les traits obsessionnels (rigidité, rituels. . .) sont également partagés, tout comme la perturbation de l’image corporelle.

#### L'orthorexie pour sortir de l'anorexie... ou y entrer
On repère souvent un comportement orthorexique qui apparaît avant l'apparition de l'anorexie ou à l'inverse, pour sortir de l'anorexie. Ainsi, pour certains auteurs, l’orthorexie pourrait être une forme d’« anorexie socialement acceptée »,, ou à l’inverse une porte d’entrée, un pré-syndrome anorexique.

#### Plus globalement une forme atypique de trouble alimentaire
Une catégorie du DSM regroupe les formes atypiques de troubles alimentaires. Il pourrait alors être possible de considérer l'orthorexie comme relevant de cette catégorie. L'orthorexie a pu être rapprochée du trouble d'évitement alimentaire ou de néophobie , sans convaincre réellement.

### Une forme atypique de trouble obsessionnel
L’orthorexie partage en effet de nombreux traits communs avec les problématiques obsessionnelles :  l’aspect rituel lié à la préparation des repas, de fausses croyances, des compulsions qui apaisent l'angoisse, une personnalité rigide et perfectionniste. L’orthorexie pourrait ainsi être considérée comme une problématique obsessionnelle dont l’alimentation serait l’objet.

## Orthorexia Nervosa & Healthy Orthorexia
Au fil des recherches, une distinction s'est faîte sur le concept d'orthorexie, distinguant l'orthorexie nerveuse, comme trouble à l'healthy orthorexia (orthorexie saine), comme mode de vie choisi et non pathologique. L'Healthy orthorexia est liée à des émotions positives alors que l’orthorexia nervosa à des émotions négatives. Cette distinction se base sur un nouvel outil le Teruel Orthorexia Scale.
Ces travaux rejoignent les travaux sociologiques de C. Adamiec, qui relevait que l'orthorexie étant souvent lié à des choix personnels liés à une dimension morale et non pathologique.

## Orthorexie et Réseaux sociaux
Les réseaux sociaux ont été reconnus comme pouvant favoriser l'émergence de l'orthorexie,.